# Volley Masters Montreux 1992
V Volley Masters Montreux kobiet odbył się w 1992 roku w Montreux w Szwajcarii. W turnieju wystartowało 8 reprezentacji. Mistrzem po raz trzeci została reprezentacja Kuby.

## Klasyfikacja końcowa
| Miejsce | Reprezentacja     |
| ------- | ----------------- |
|         | Kuba              |
|         | Chiny             |
|         | Korea Południowa  |
| 4.      | ZSRR              |
| 5.      | Stany Zjednoczone |
| 6.      | Brazylia          |
| 7.      | Holandia          |
| 8.      | Szwajcaria        |